# Gustav-Adolph Clauson Kaas

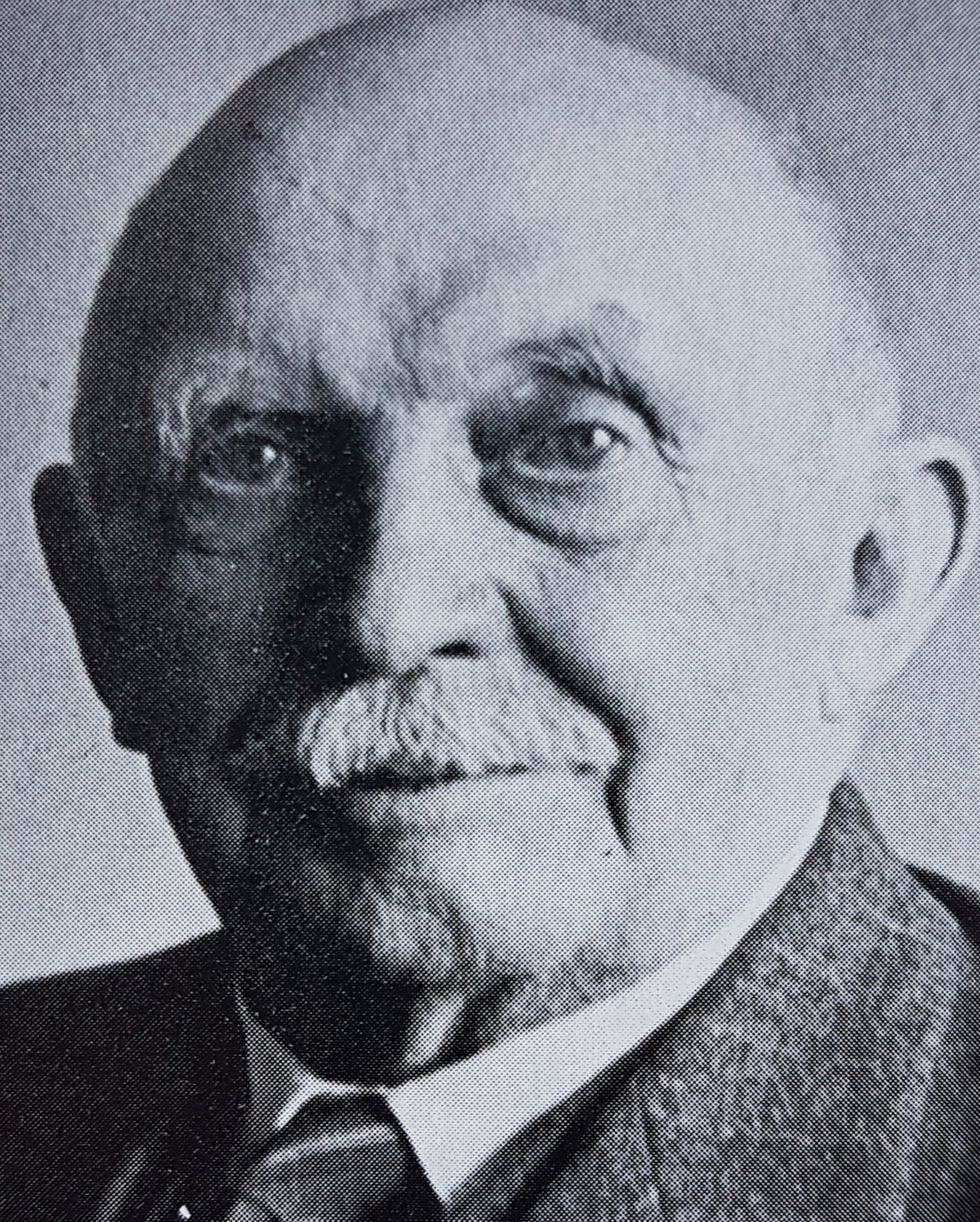
Gustav-Adolph Clauson Kaas

Gustav-Adolph Clauson Kaas, född 7 juli 1865 i Næstved, död 1944 var en dansk ryttmästare och välkänd person inom den danska hästaveln och hästsporten.
Efter avslutad militär karriär inom den danska Fortifikationen köpte han 1900 Cristianholms ägor vid Klampenborg. Där lät han på den vattensanka marken uppföra Klampenborgs Trav och Galoppbana samt ett stuteri för fullblodshästar. Från den danska staten fick han uppdraget och koncession att sköta det danska Lantbrukarlotteriet vars syfte var att samla pengar till olika socialprojekt på den danska landsbygden. Han var far till Knud Clauson Kaas och i sitt andra gifte med skådespelaren Else Krumm far till Jörgen Clauson Kaas